# Лангар
Лангар (Λάγγαρος; умро 335 пре н. е.) био је кнез Аргијана, илирског или трачког племена.
Лангар се спријатељио са Александром Македонским још за живота Александровог оца Филипа.
После успешног обављеног балканског похода против народа настањених на доњем Дунаву 335. пре н. е., македонски краљ Александар сазнао је на повратку у Македонију да се неколико илирских племена побунило: кнез Тауланта Глаукија у савезу са илирским кнезом Клитом, као и Аутаријци. Лангар је по Александровом наређењу упао у област племена Аутаријаца и тако везао њихове снаге. У међувремену је македонски краљ потукао Глаукију и Клита код македонске пограничне тврђаве Пелион јужно од Охридског језера. Као награду за пружену помоћ Александар је намеравао да ожени Лангара својом полусестром Кинаном, која је пре тога била удата за Аминту IV. Међутим, Лангар се убрзо након похода разболео и умро, пре него што је брак могао бити склопљен.